# Alberto Poltronieri
Alberto Poltronieri (* 9. November 1892 in Mailand; † 13. Januar 1983 ebenda) war ein italienischer Violinist und Musikpädagoge.

## Leben und Werk
Alberto Poltronieri schloss 1913 sein Violinstudium unter der Leitung von Gerolamo de Angelis (1858–1935) mit Bravour ab. Dieser war seinerseits Schüler bei Antonio Bazzini und Eugenio Cavallini.
Ab 1914 unternahm Alberto Poltronieri einige Tourneen, die ihn unter anderem auf die Bühnen von Wien, Berlin und Buenos Aires führten. 1923 gründete er ein Kammermusikquartett, das seinen Namen trug. Giannino Carpi, Guido Ferrari und Ercole Giaccone besetzten sukzessive den Platz der zweiten Violine, Francesco Biagini, Florencio Mora und Giuseppe Alessandri spielten die Viola und Antonio Valisi spielte das Cello in diesem Quartett. Das Quartett war bis ins Jahr 1950 aktiv. Gleichzeitig leitete Poltronieri zwischen 1930 und 1940 das Trio Italiano mit Alfredo Casella am Klavier und Arturo Bonucci am Cello. Von 1945 bis 1955 bildete er mit Carlo Vidusso und Benedetto Mazzacurati das Nuovo Trio Italiano. Alberto Poltronieri war auch Gründer des ersten Quartetto Paganini mit Osvaldo Scilla (Viola), Roberto Caruana (Violoncello) und Guglielmo Papararo (Gitarre). 1949 trat er dem Kammerorchester Collegium Musicum Italicum bei, das später in I virtuosi di Roma umbenannt wurde. Er leitete im Wechsel mit Rémy Principe und Arrigo Pelliccia dieses Ensemble.
Alberto Poltronieri war von 1924 bis 1956 Inhaber des Lehrstuhls für Violine und Viola am Mailänder Konservatorium. Er trat auch als Herausgeber didaktischer Werke für das Violinspiel und von Konzerten unter anderem von Pietro Nardini, Édouard Lalo  und Henri Vieuxtemps hervor.
Alberto Poltronieri starb am 13. Januar 1983 in seiner Heimatstadt Mailand. Zu seinen besten Schülern gehörten Wanda Luzzato und Osvaldo Scilla.